# 湯氏擬杜父魚
湯氏擬杜父魚，為輻鰭魚綱鮋形目杜父魚亞目隱棘杜父魚科的其中一種，為深海魚類，分布於大西洋區，從冰島、格陵蘭北部至茅利塔尼亞西北部海域，棲息深度100-1600公尺，體長可達43公分，棲息在底層水域，以小型無脊椎動物為食，生活習性不明。

## 扩展阅读
維基物種上的相關：湯氏擬杜父魚